# 祖博夫斯卡亞灣

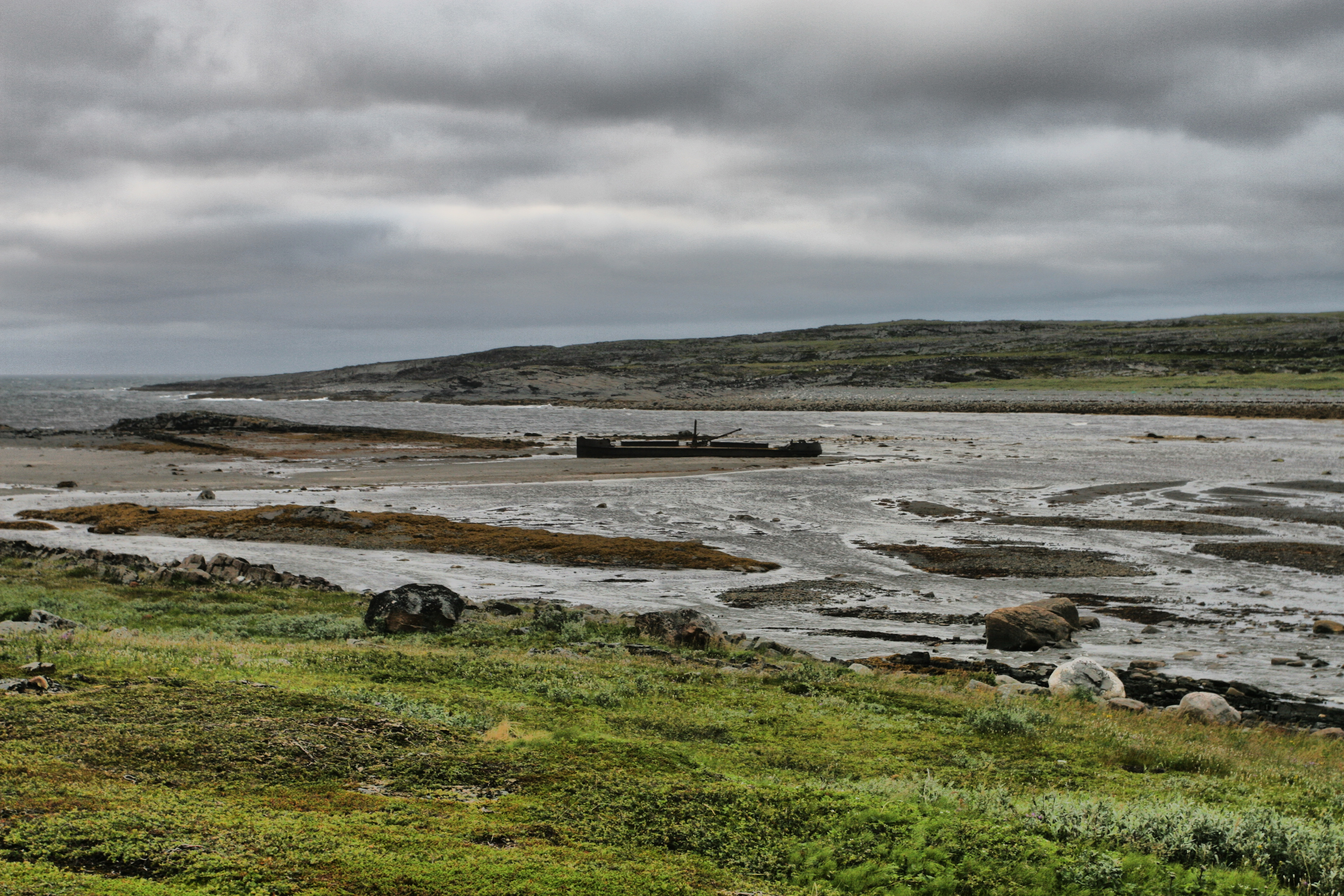

祖博夫斯卡亞灣是俄羅斯的海灣，位於科拉半島西北岸的巴倫支海，由摩爾曼斯克州負責管轄，海岸線長度20公里，最大水深36米。
69°48′N 32°35′E / 69.800°N 32.583°E